# 阿斯卡·亞德拉札可夫
阿斯卡·亞德拉札可夫（羅馬化：Askár Amírovič Abdrazákov，1969年7月11日—）是俄國男低音。

## 早年生涯與事業
阿斯卡出生於俄羅斯加盟國巴什科爾托斯坦首都烏法，一個文化傳統豐富的城市。母親是一位畫家，父親是已故蘇俄演員及導演阿米爾·亞德拉札可夫他自幼參與了多個由父親執導的作品，受父親影響從事文藝工作。阿斯卡在烏法藝術學院畢業後考取莫斯科柴科夫斯基音樂學院，並師從伊琳娜·阿尔希波娃（Irina Arkhipova）。他在學生時期開始就獲得了一系列國際比賽獎項，當中包括1991年格林卡國際聲樂比賽首獎、1994年黑山夏里亞賓國際聲樂大賽首獎，1995年雅典卡拉斯國際聲樂大賽首獎，1998年拉赫曼尼諾夫國際鋼琴大賽首獎。他的胞弟伊達爾（Askar Abdrazakov）同是知名的俄國男低音，兩人曾有同台演出，包括於華盛頓國家歌劇院的《唐·喬凡尼》公演等。2017年，阿斯卡參與了2017俄罗斯文化节开幕式音乐会演出。
阿斯卡是馬林斯基劇院的獨唱演員，他同時也有與多國的歌劇院簽約，諸如莫斯科大劇院、紐約大都會歌劇院、米蘭斯卡拉大劇院，東京NHK表演廳、巴黎歌劇院、柏林德意志歌劇院等。
2010年9月，阿斯卡就任巴什科爾托斯坦共和國文化部長，但上任後僅一年就因被指控貪污瀆職接受調查，他期後在2011年10月辭去文化部長一職。
巴什科爾托斯坦共和國首腦拉迪·哈比羅夫於2019年任命阿斯卡為文化顧問，邀請他就文化及藝術方面發展為文化部提供建議。